# هنري سيكس
هنري سيكس (مواليد 1872) هو مبارز بالسيف بلجيكي، مثّل بلاده في الألعاب الأولمبية الصيفية 1908.

## روابط رياضية
هنري سيكس على موقع أوليمبيديا (الإنجليزية)